# Frederick De Forrest Schook
Frederick De Forrest Schook, né en 1872 à  Grand Rapids et mort le 13 octobre 1942 à Sturgeon Bay, est un peintre et illustrateur américain.

## Biographie
Frederick De Forrest Schook naît en 1872 à  Grand Rapids situé dans le Michigan, aux États-Unis, fils de William Schook (1839-1903), charpentier, et de Sarah L. Powers Schook (1840-1932). Il épouse Amy Victoria Bynon Schook (1876-1940) et ils ont deux enfants, Dorothy et Jane. 
Il étudie l'art en France et en Angleterre. Beaucoup de ses peintures y ont été exposées.
En France, il fait partie de la colonie artistique d'Étaples, et une de ses œuvres fait partie de la collection du musée du Touquet-Paris-Plage.
Il meurt 13 octobre 1942 à Sturgeon Bay dans l'État du Wisconsin.

## Œuvres

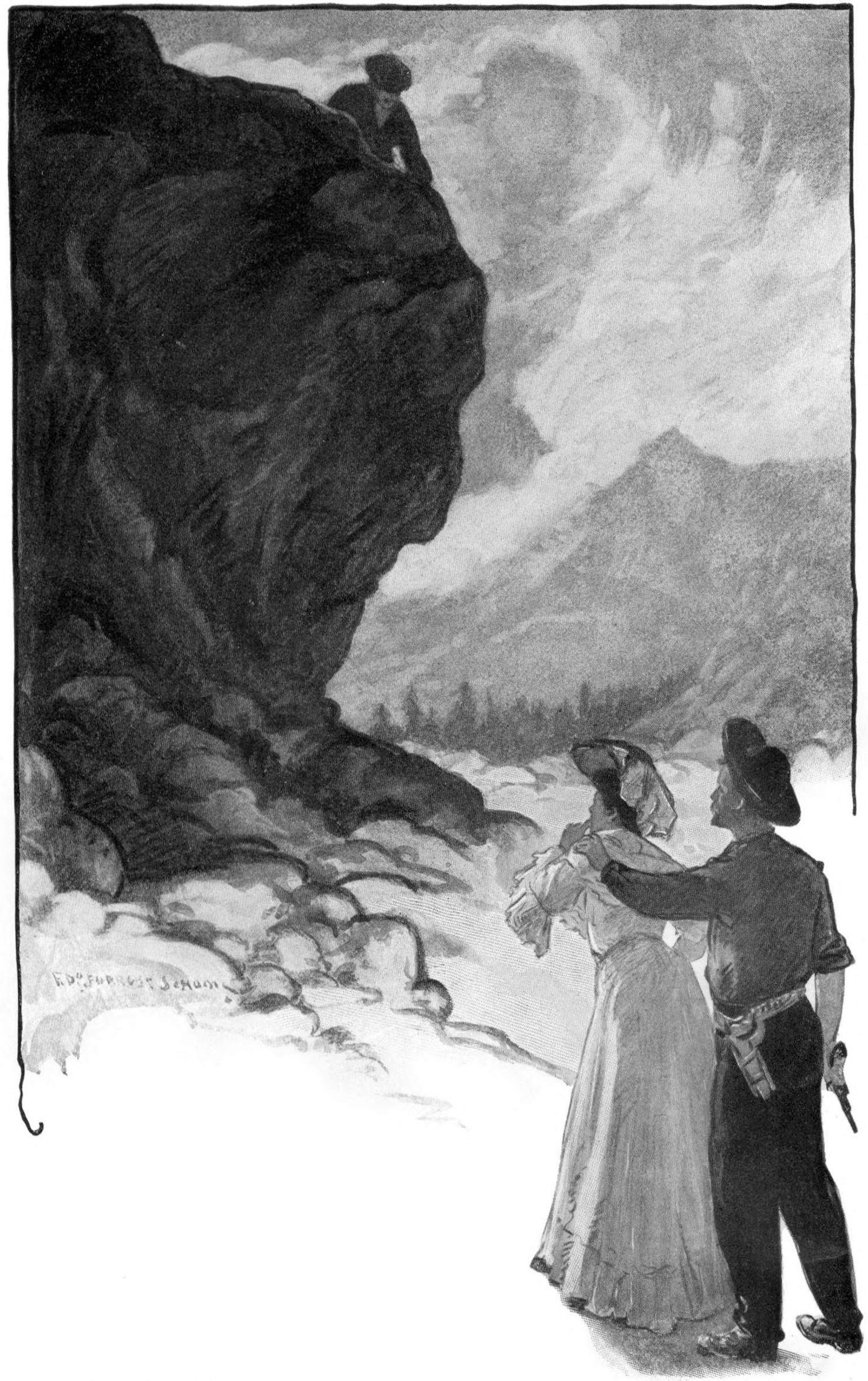
In the Garden of the Gods, illustration pour Red Book magazine, 1905.

- Le Touquet-Paris-Plage, Musée du Touquet-Paris-Plage - Édouard Champion :
  - Maisons de matelots à  Étaples, 1911, huile sur bois[2] ;
  - Ma maison à  Étaples, 1911, huile sur bois[3].